# Olividae
Olividae Latreille, 1825 è una famiglia di molluschi gasteropodi della sottoclasse Caenogastropoda.

## Descrizione
Conchiglia lucida, priva di periostraco, da largamente a strettamente fusiforme, con ultima spirale da alta a molto alta e apertura stretta che si assottiglia in modo adattativo. Canale sifonico assente, estremità anteriore del guscio chiaramente dentellata. Parte anteriore della conchiglia che forma una fascia anteriore ben definita, rialzata sopra il mantello della conchiglia. Piastra di plicatura quasi sempre con pliche a spirale più o meno definite. Callo della guglia primaria presente, che copre almeno parzialmente i vortici della guglia. È presente un canale di filamento stretto, ma in Calyptoliva ricoperto da un callo primario stretto.
Piede con propodio a forma di mezzaluna ben sviluppato, con fessura longitudinale mediana sul lato dorsale e parapodi, che abbraccia parzialmente la conchiglia. Radula con tre o cinque denti (Olivella) per fila trasversale. Mantello con filamento (eccetto in Calyptoliva), con lobi del mantello anteriore e posteriore e con tentacolo di mantello anteriore (eccetto in Calyptoliva e Olivancillaria).
Le specie di questa famiglia vivono tipicamente in acque poco profonde e su fondali sabbiosi, nei mari tropicali o temperati, anche se sono note alcune specie di acque profonde.

## Tassonomia

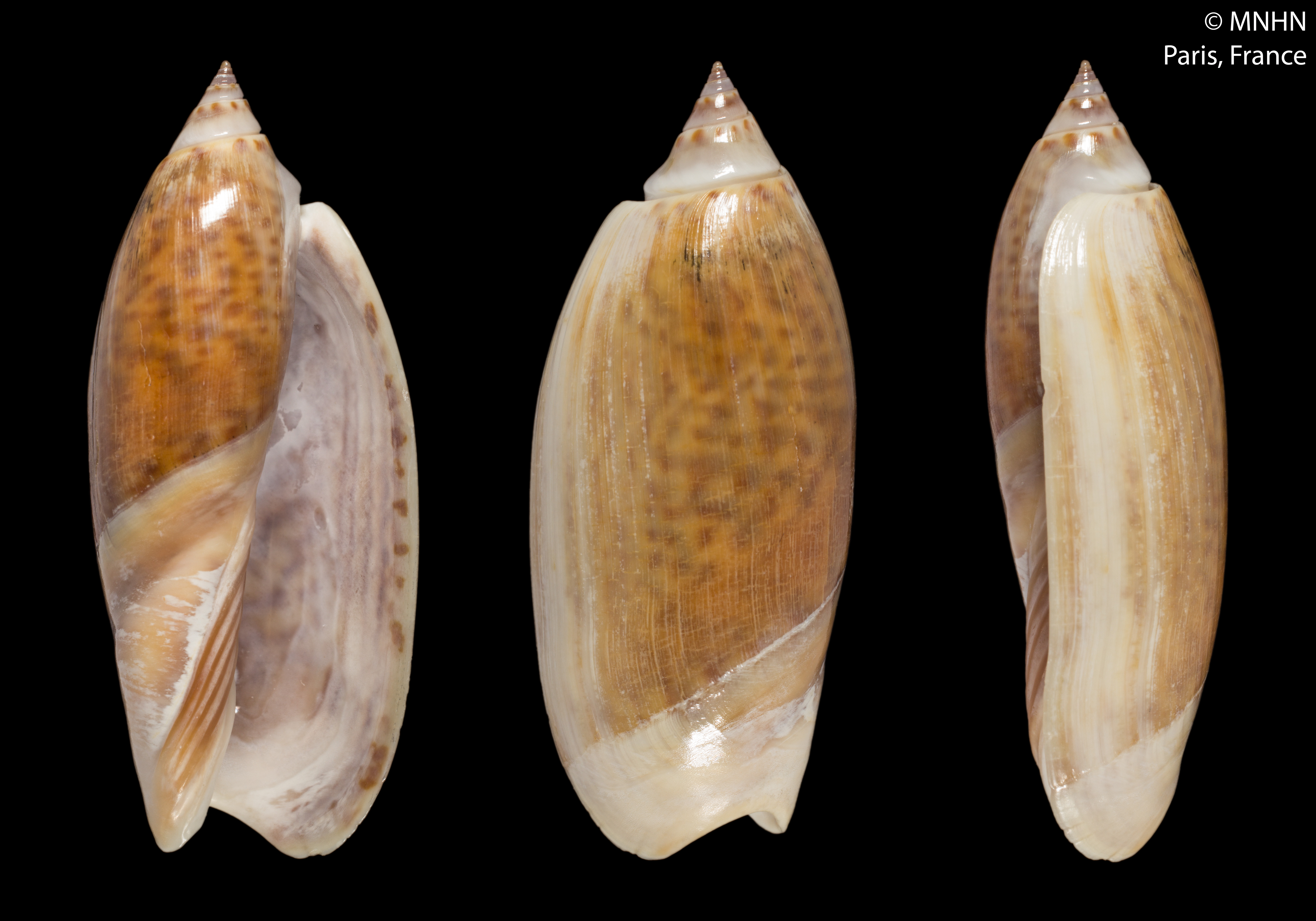
Agaronia hiatula

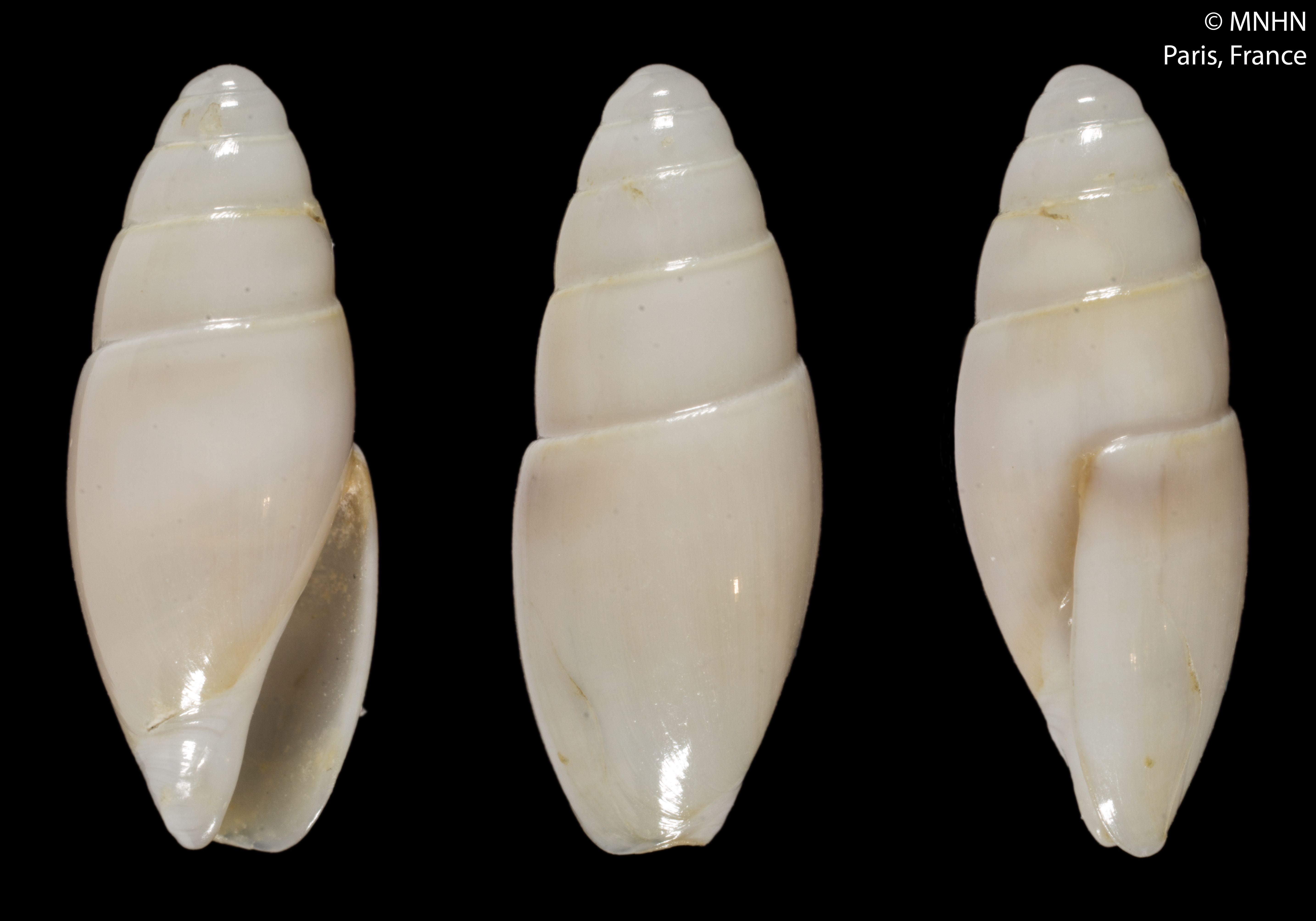
Calyptoliva bolis

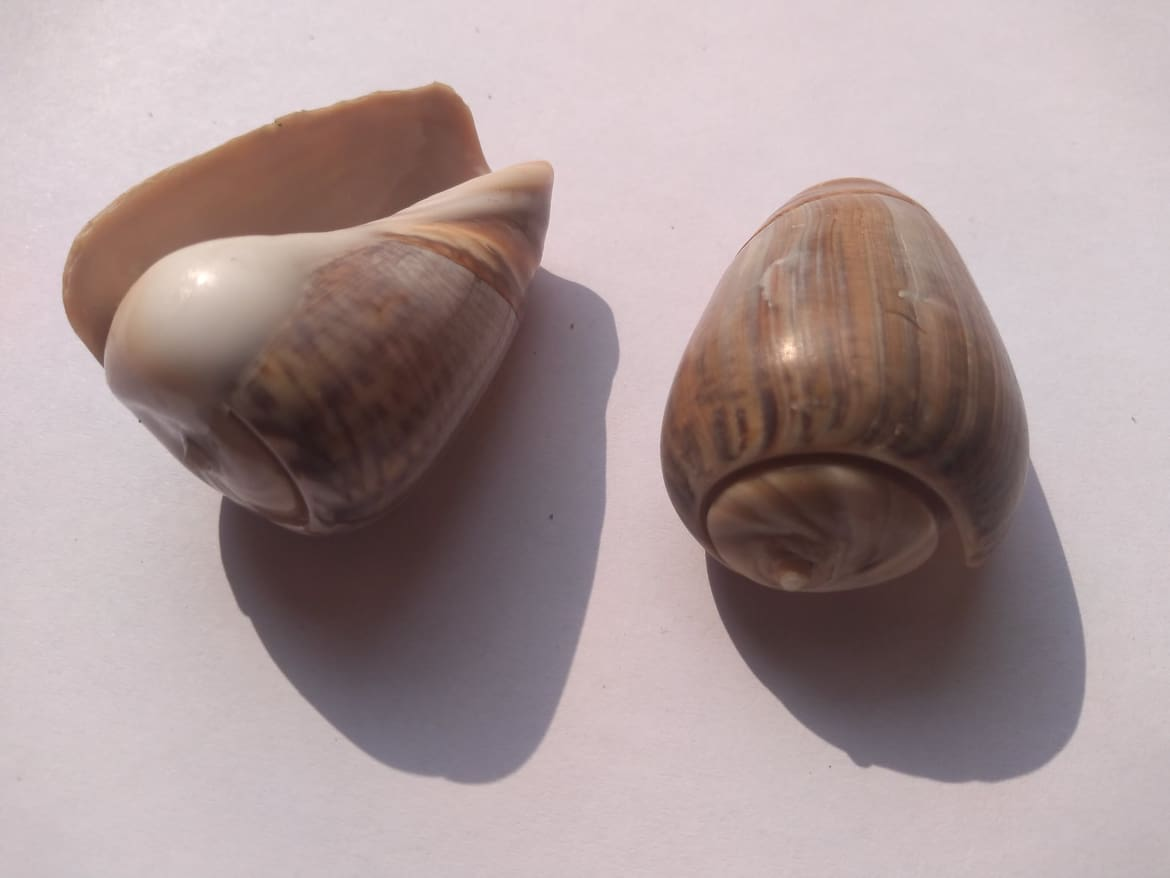
Olivancillaria urceus

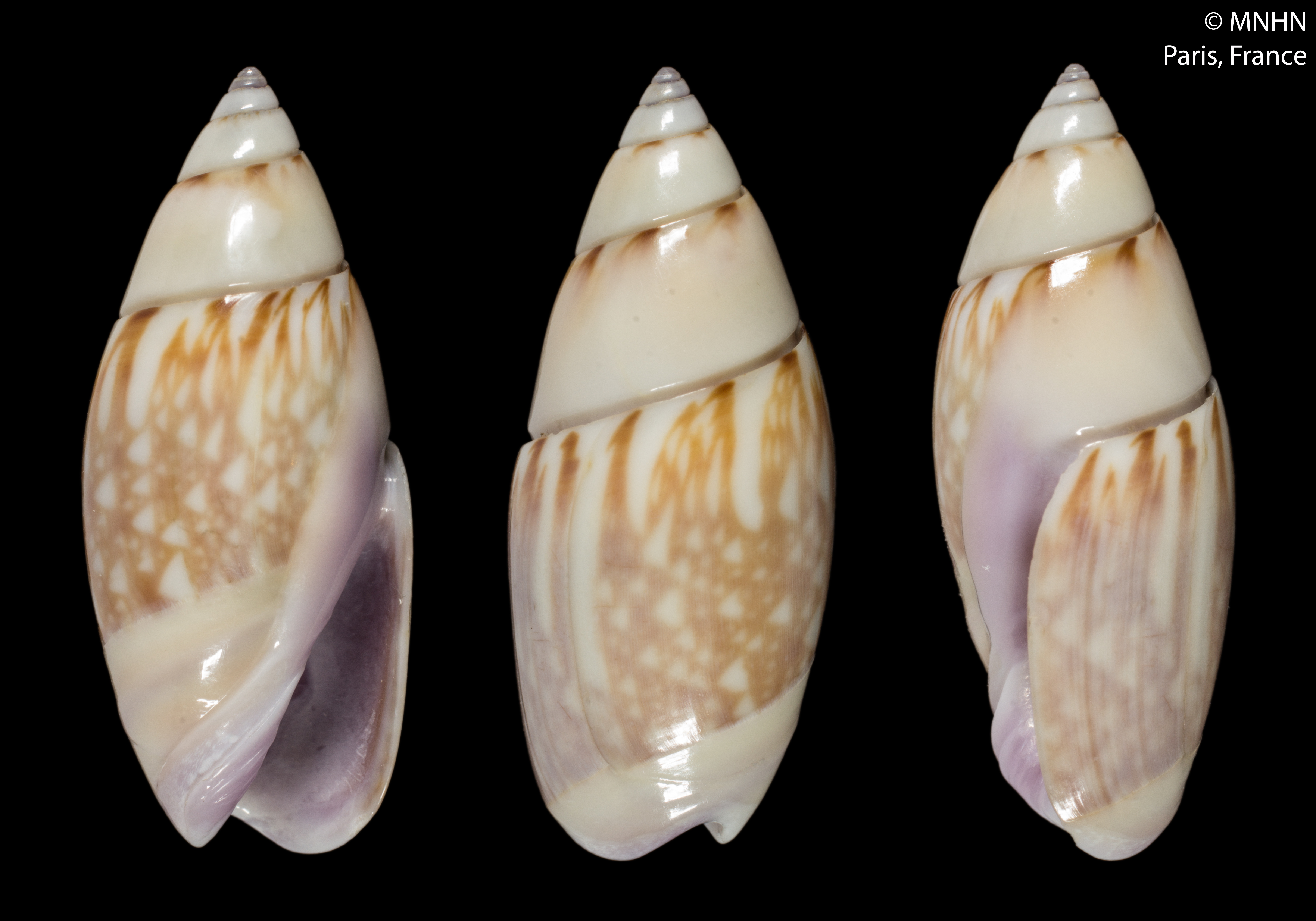
Olivella dama

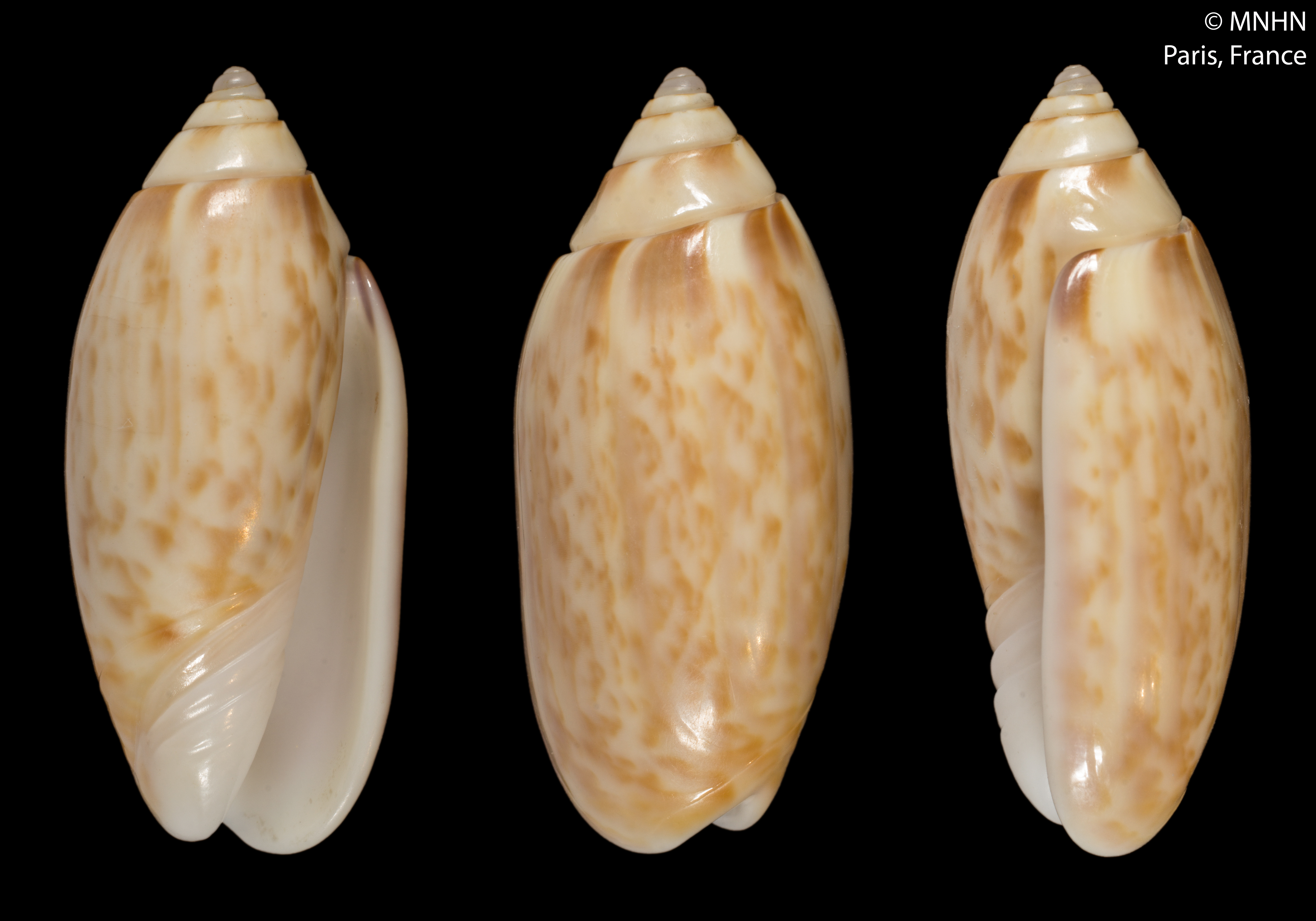
Felicioliva kaleontina

La classificazione degli Olividae è stata rivista a seguito dei risultati di uno studio di filogenesi molecolare pubblicato nel 2017. La nuova classificazione pertanto riflette l'elevata disparità morfologica all'interno della famiglia. Nello studio suddetto sono state riconosciute quattro famiglie: le tre classiche Olivinae, Olivellinaee e Agaroniinae ed una nuova sottofamiglia chiamata Calyptolivinae. A queste si affiancava il genere Olivancillaria d'Orbigny, 1841, la cui posizione risultava incerta. Successive considerazioni sulla radula e su alcune caratteristiche del sistema riproduttivo femminile hanno portato al riconoscimento di una sottofamiglia separata.
La famiglia contiene pertanto le seguenti sottofamiglie/generi:
- Sottofamiglia Agaroniinae Olsson, 1956
  - Genere Agaronia Gray, 1839
- Sottofamiglia Calyptolivinae Kantor, Fedosov, Puillandre, Bonillo & Bouchet, 2017
  - Genere Calyptoliva Kantor & Bouchet, 2007
- Sottofamiglia Olivancillariinae Golikov & Starobogatov, 1975
  - Genere Olivancillaria d'Orbigny, 1841
  - Genere † Pseudolivella Glibert, 1960
- Sottofamiglia Olivellinae Troschel, 1869
  - Genere Callianax H. Adams & A. Adams, 1853
  - Genere Cupidoliva Iredale, 1924
  - Genere Olivella Swainson, 1831
- Sottofamiglia Olivinae Latreille, 1825
  - Genere Felicioliva Petuch & Berschauer, 2017
  - Genere Oliva Bruguière, 1789
  - Genere Omogymna Martens, 1897
  - Genere Recourtoliva Petuch & Berschauer, 2017
  - Genere Vullietoliva Petuch & Berschauer, 2017

Alla famiglia risultano inoltre assegnati alcuni generi fossili che non sono stati attribuiti ad alcuna sottofamiglia:
- Genere † Lamprodomina Marwick, 1931
- Genere † Spirancilla H. E. Vokes, 1936
- Genere † Torqueoliva Landau, C. M. Silva & Heitz, 2016